# ルタオ

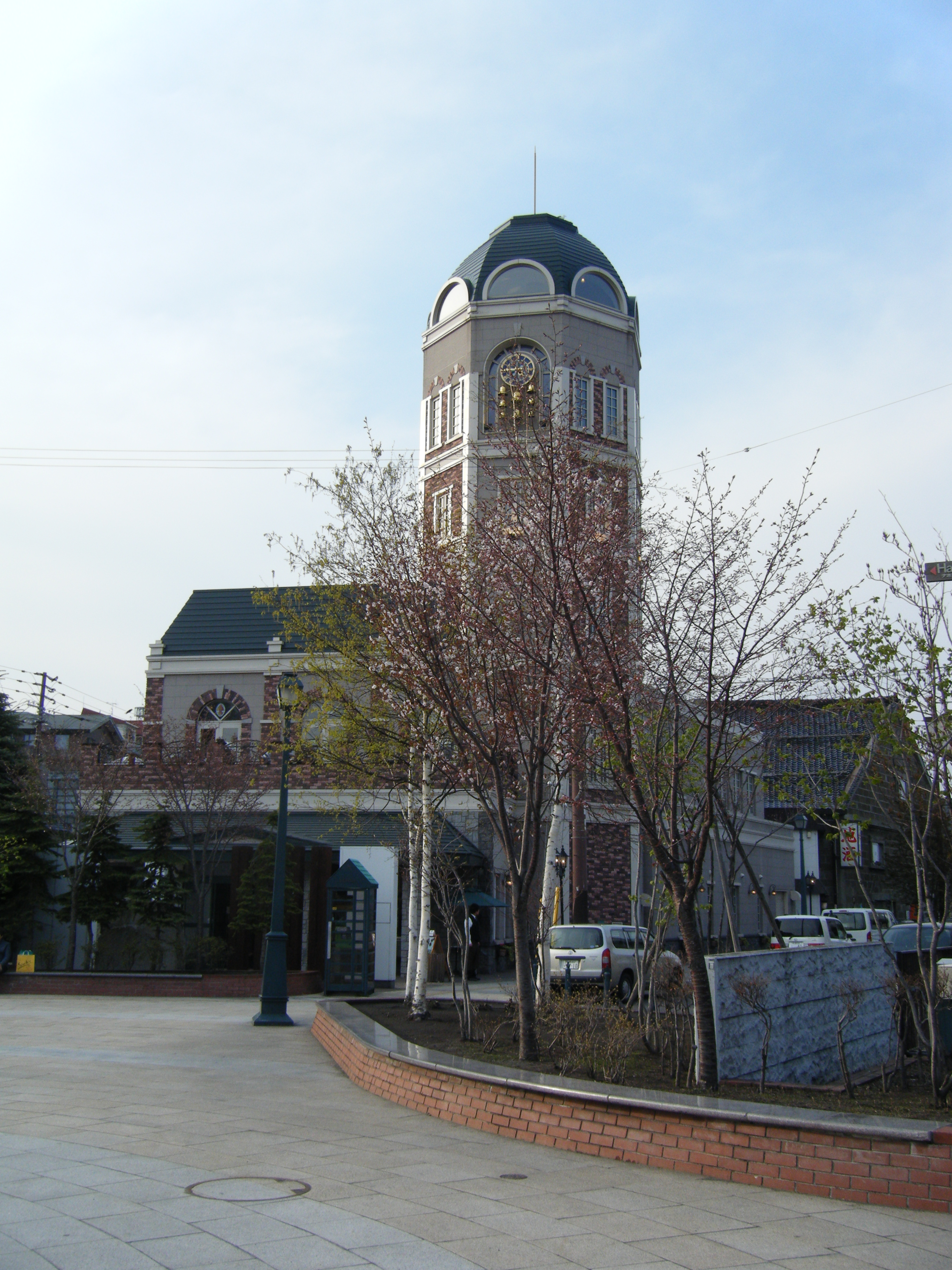
小樽洋菓子舗ルタオ本店

ルタオ (LeTAO) は、寿スピリッツ傘下のケイシイシイによる洋菓子のブランド。名称はフランス語で「小樽の親愛なる塔」(La Tour Amitié Otaru) の頭文字に、小樽（オタル）の地名に愛着を込めてアレンジしたものになっている。

## 概要
「ノスタルジック・モダン」(Nostalgic Modern) と「ノーザン・スイーツ・マナー」(Northern Sweets Manner) を開業時のテーマとして掲げており、北海道の良質な素材をはじめ、世界中から厳選した素材を融合させた美味しいスイーツづくりを追求している。「ドゥーブルフロマージュ」や「ロイヤルモンターニュ」などのスイーツがある。

## 商品

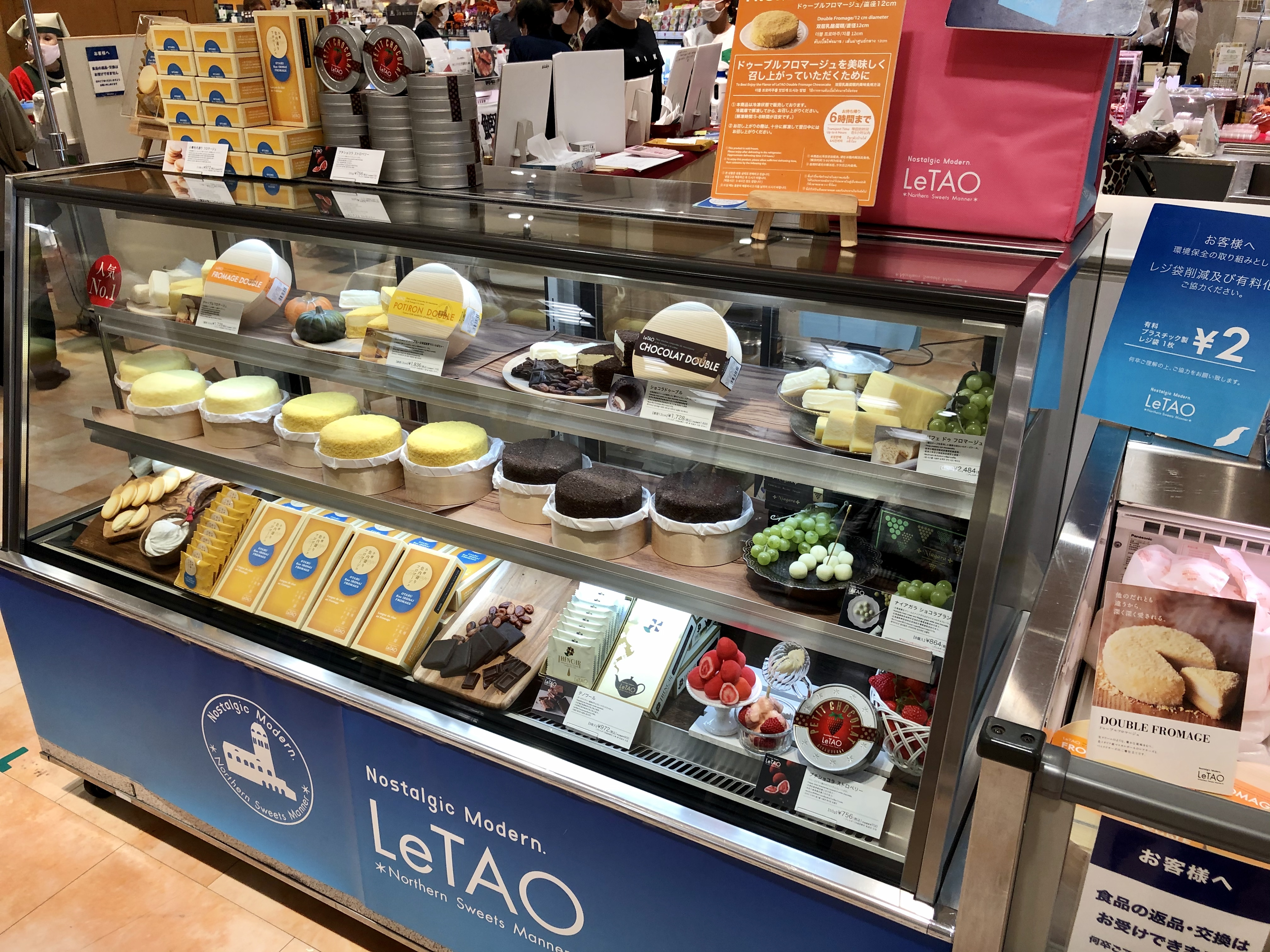
ルタオの販売店（愛知県豊田市）

パティシエたちは北海道をベースに、日本全国から世界にまで現地に足を運んで、生産者の方の声を聞きながら素材を生かすにはどうしたらいいか考えてレシピをつくりあげている。チーズケーキの「ドゥーブルフロマージュ」は店頭のみで販売している生ケーキであったが、2005年頃にテレビ番組『松紳』で取り上げられたことなどによって一気に注目を集めた。ところが「ケーキを自宅に送ってほしい」という要望に対して、当時はケーキを冷凍すると解凍後に味が落ちてしまうのが一般的な認識であった。そのため、原料や製法を見直しながら冷凍技術を開発し、3年の歳月を経て冷凍状態での発送が実現した。
ケーキ
- ドゥーブルフロマージュ
- ショコラドゥーブル
- パフェ ドゥ フロマージュ
- ヴェネチア ランデヴー
- ジャージーミルクロール
- クレーム ランヴェルセ
- サンサシオン

焼き菓子・クッキー
- 小樽色内通り フロマージュ
- テノワール
- ガレルタオ
- パルミジャーニー

チョコレート
- ロイヤルモンターニュ
- レアチョコレート　ナイアガラ
- プチショコラ ストロベリー
- プチショコラ アマンドココア

パン・ブレット
- 北海道生クリーム食パン
- クロワッサン食パン
- 塩バタークラウン
- ドゥ クレムール

デリカ
- 十勝豊西牛のビーフストロガノフ
- 道産鶏のレッグコンフィ
- 十勝豊西牛の熟成黒にんにくローストビーフ
- 十勝豊西牛ビーフハンバーグ
- 炭火焼きベーコンとマスカルポーネのピッツァ
- 北海道バターチキンカレー

## 沿革
- 1996年（平成  8年）：寿製菓グループ（現 寿スピリッツグループ）の北海道拠点として千歳市に創業
- 1998年（平成10年）：「小樽洋菓子舗ルタオ本店」オープン。
- 2003年（平成15年）：ルタオ大丸店オープン。
- 2006年（平成18年）：ルタオ ルショコラ（現 ヌーベルバーグ本店）オープン。
- 2007年（平成19年）：ドレモルタオオープン。
- 2008年（平成20年）：ルタオプラス、チーズケーキラボ（現 デニルタオ）オープン。
- 2009年（平成21年）：エキモルタオオープン。通販事業開始。
- 2010年（平成22年）：ルタオ大丸札幌店リニューアルオープン。
- 2011年（平成23年）：ルタオパトス、ルタオ新千歳空港店オープン。
- 2013年（平成25年）：初の海外店舗『KONAYUKI』（ルタオ）が台湾にオープン。
- 2018年（平成30年）：チーズケーキラボがデニルタオとしてリニューアルオープン。